# 'A befana
 'A befana, pubblicato nel 1978 su 33 giri (LPF 3301), Stereo8 (SP 301) e Musicassetta (CP 201), è un album discografico del cantante Mario Trevi.

## Descrizione
L'album è una raccolta di brani di Mario Trevi, alcuni già incisi su 45 giri, altri inediti, per la casa discografica Polifon. L'album contiene brani appartenenti ai generi musicali di giacca e di cronaca, ritornati in voga a Napoli negli anni settanta, che riporteranno in voga il genere teatrale della sceneggiata. Dalla stessa 'A befana nascerà una sceneggiata lo stesso anno, interpretata da Mario Trevi. Alcuni dei brani presenti nell'album saranno scelti come colonna sonora del film La pagella, interpretato dallo stesso Trevi.
La direzione degli arrangiamenti è del M° Tony Iglio.

## Tracce
1. 'A befana (Moxedano-Iglio)
2. Carissima (Fiore-Iglio)
3. Disprezzo (Fiore-Iglio)
4. 'A dattilografa (Moxedano-Iglio)
5. Buonanotte amore mio (Fiore-Iglio)
6. 'A legge d' 'o divorzio (Riccio-Genta)
7. 'O treno (Moxedano-Iglio) con la partecipazione di Tecla Scarano[1]
8. Scioscià sciò (Bonagura-Moxedano-Iglio)
9. Che vuò a me (Argemona-Nocerino-Iglio)
10. Mamma busciarda (Riccio-Genta)
11. 'O sposo (Moxedano-Iglio)
12. 'Na famiglia (Moxedano-Iglio)